# NGC 3261
NGC 3261 ist eine Balkenspiralgalaxie vom Typ SBbc und liegt im Sternbild Segel des Schiffs. Sie ist schätzungsweise 105 Millionen Lichtjahre von der Milchstraße entfernt und hat einen Durchmesser von etwa 120.000 Lj.

Im selben Himmelsareal befinden sich u. a. die Galaxien NGC 3256, NGC 3262, NGC 3263.
Das Objekt wurde am 15. März 1836 von John Herschel entdeckt.

## NGC 3261-Gruppe (LGG 198)
| Galaxie   | Alternativname | Entfernung/Mio. Lj |
| --------- | -------------- | ------------------ |
| NGC 3261  | PGC 30868      | 105                |
| NGC 3256  | PGC 30785      | 115                |
| PGC 30873 | NGC 3256C      | 111                |